# Ronald Vink
Pour les articles homonymes, voir Vink.
Ronald Vink, né le 21 avril 1976 à Harderwijk, est un joueur de tennis handisport professionnel néerlandais.
Il a commencé le tennis à l'âge de six ans. Il a été amputé de la jambe droite en 2000 à cause d'un cancer des os. Dans le milieu professionnel, il a travaillé dans le secteur des assurances.
Spécialiste du double, il a remporté cinq tournois du Grand Chelem : trois avec Robin Ammerlaan et deux avec Maikel Scheffers, ses deux principaux partenaires, et est devenu n°1 mondial début 2012. Avec ce dernier, il s'est imposé à trois reprises au Masters (2006, 2009, 2010). Sa plus importante victoire en simple a eu lieu à l'Open de Floride en 2010. Deux fois quatrième lors des Jeux paralympiques de Pékin, il a obtenu une médaille de bronze en simple à Londres. Il arrête sa carrière en 2015.

## Palmarès

### Jeux paralympiques
- médaillé de bronze en simple en 2012
- 4e en double messieurs en 2012
- 4e en simple et en double messieurs en 2008

### Tournois du Grand Chelem

#### Victoires en double (5)
| Année | Tournoi          | Partenaire       | Adversaires en finale               | Score          |
| 2007  | Wimbledon        | Robin Ammerlaan  | Shingo Kunieda / Satoshi Saida      | 4-6, 7-5, 6-2  |
| 2008  | Wimbledon        | Robin Ammerlaan  | Stéphane Houdet / Nicolas Peifer    | 66-7, 6-1, 6-3 |
| 2010  | US Open          | Maikel Scheffers | Nicolas Peifer / Jon Rydberg        | 6-0, 6-0       |
| 2011  | Wimbledon        | Maikel Scheffers | Stéphane Houdet / Michaël Jeremiasz | 7-5, 6-2       |
| 2012  | Open d'Australie | Robin Ammerlaan  | Stéphane Houdet / Nicolas Peifer    | 6-2, 4-6, 6-1  |

### Au Masters

#### Victoires au Masters en double (3)
| Année | Lieu    | Partenaire       | Finalistes                        | Résultat      |
| ----- | ------- | ---------------- | --------------------------------- | ------------- |
| 2006  | Bergame | Maikel Scheffers | Michaël Jeremiasz / Jayant Mistry | 6-2, 3-6, 6-3 |
| 2009  | Bergame | Maikel Scheffers | Robin Ammerlaan / Stéphane Houdet | 6-1, 3-6, 6-0 |
| 2010  | Bergame | Maikel Scheffers | Robin Ammerlaan / Stéphane Houdet | 7-62, 6-4     |